# Nor Hakim
Nor Hakim (* 21. Oktober 2000 in Singapur), mit vollständigen Namen Nor Hakim bin Redzuan, ist ein singapurischer Fußballspieler.

## Karriere
Nor Hakim stand von 2018 bis 2019 bei Hougang United in der Reservemannschaft unter Vertrag. 2019 spielte er einmal mit Hougang in der Singapore Premier League. Die Young Lions nahmen ihn ab Anfang 2020 unter Vertrag. Die Young Lions sind eine U23-Mannschaft, die 2002 gegründet wurde. In der Elf spielen U23-Nationalspieler und auch Perspektivspieler. Ihnen soll die Möglichkeit gegeben werden, Spielpraxis in der ersten Liga, der Singapore Premier League, zu sammeln. Für die Young Lions bestritt er 18 Erstligaspiele. Nach der Saison 2022 wurde sein Vertrag nicht verlängert.